# Хан, Шабир
Шабир Хан (англ. Shabir Khan; род. 10 ноября 1985, Вустер) — английский и пакистанский футболист, игравший на позиции защитника. Играл за сборную Пакистана.

## Карьера
Подавляющее большинство своей футбольный карьеры провел в клубе «Вустер Сити», дебютировав за клуб в 2004 году и сыграв более 180 игр за клуб, уходя в краткосрочные аренды в клубы «Глостер Сити» в 2006 году и в «Стурпорт Свифтс» в 2011 году. Карьеру Хана сопровождали многочисленные тяжёлые травмы, из-за которых Хан пропускал порой целые сезоны подряд. За клуб игрок выступал до 2019 года, после чего завершил карьеру.
В феврале 2015 года отметился скандальным удалением на 89-й минуте матча против «Стокпорт Каунти», опрокинув игрока соперников Чарли Расселла на землю силовым приёмом — броском прогибом. Тренер «Вустера» Карл Хили впоследствии утверждал, что Расселл намеренно шел в жёсткий стык с игроком и провоцировал Шабира на конфликт. Однако, после инцидента и сам Расселл тоже получил жёлтую карточку от судьи, а дополнительных дисквалификаций для Хана не последовало.

## Карьера в сборной
Отец у Хана является пакистанцем, и Хан имел право выступать за сборную этой страны. В 2009 году он был впервые вызван в сборную Пакистана. Единственный гол забил на Кубке ФФЮА 2009 в ворота Бутана. Итого сыграл 8 матчей за сборную.